# Kire Markoski
Kire Markoski (makedonsky Кире Маркоски; * 20. února 1995, Ohrid, Severní Makedonie) je severomakedonský fotbalový útočník a reprezentant, od roku 2012 hráč klubu FK Rabotnički.

## Klubová kariéra
- FK Rabotnički 2012–

## Reprezentační kariéra
Nastupoval za severomakedonské mládežnické reprezentace od kategorie U17.
S severomakedonskou jedenadvacítkou se radoval z postupu na Mistrovství Evropy hráčů do 21 let 2017 v Polsku (historicky první účast Severní Makedonie na evropském šampionátu jedenadvacetiletých).
V A-mužstvu Severní Makedonie debutoval 18. 6. 2014 v přátelském utkání v Šen-jangu proti reprezentaci Číny (prohra 0:2).